# Constantin Sava
Constantin Sava (n. 14 iulie 1949) este un politician român, care a fost senator român în trei legislaturi (1990-1992, 1992-1996, 1996-2000). De fiecare dată a fost ales în Circumscripția electorală nr. 23 din județul Ialomița. În legislatura 1990-1992, Constantin Sava a fost ales pe listele partidului FSN. În legislatura 1992-1996, Constantin Sava a fost ales pe listele FDSN și a trecut la PDSR iar în legislatura 1996-2000, a fost ales pe listele PDSR. În cadrul activității sale parlamentare în legislatura 1990-1992, Constantin Sava a fost membru în grupurile parlamentare de prietenie cu Regatul Belgiei, Republica Polonă, Republica Populară Chineză și Regatul Thailanda iar în legislatura 1996-2000, Constantin Sava a fost membru în grupurile parlamentare de prietenie cu Malaezia și Canada. În legislatura 1996-2000, Constantin Sava a inițiat 4 propuneri legislative din care 2 au fost promulgate lege.  

## Controverse
În octombrie 2004, Constantin Sava, pe atunci secretar general al Senatului, a fost acuzat că își promovează funcționarele din subordine în funcție de disponibilitatea acestora de a răspunde avansurilor sale sexuale, într-o serie de articole publicate în România liberă
.
O probă video în acest caz a fost furnizată de șeful Serviciului administrativ, Angelica Macau, caseta, difuzată integral pe un post de televiziune, incluzând un dialog al acestuia cu o funcționară de la Senat.
Ziariștii care au consemnat faptul și-au pierdut acreditările pentru Senat și au fost dați în judecată de către persoanele „lezate”.
Comisia senatorială l-a absolvit pe Sava, hotărând penalizarea cotidianului pentru că ar fi făcut de râs Senatul.